# 木村義志

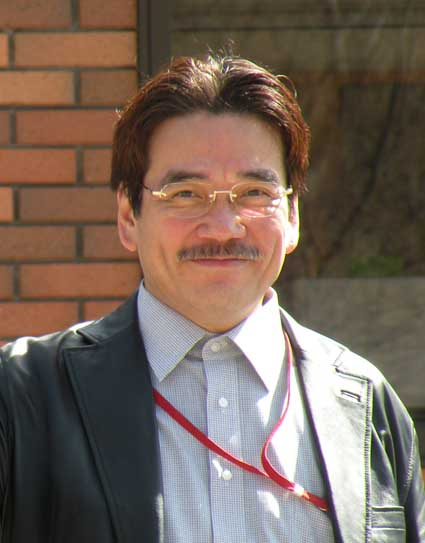
木村義志

木村 義志（きむら よしゆき、1955年8月24日 - ）は、日本の著作家、編集者。
専門の魚類のほか、幼児期から親しんだ昆虫など小動物の飼育に関する著作が多い。日本昆虫協会理事。

## 経歴
大阪府大阪市西成区の天下茶屋（聖天下）の長屋に生まれ、幼児期に近所の聖天山（正圓寺）で毎日のように昆虫採集をしたことから生き物に興味を持つようになったという。
浪速高等学校から日本大学農獣医学部（現在の生物資源科学部）水産学科卒業。
築地市場に務めた後日本ナチュラリスト協会に参加。
1980年川上洋一、斎藤美奈子らと科学図書や児童図書の編集プロダクションを設立し、以後科学図書編集、生物や自然に関する著作活動を続ける。

## 著書
単著・共著
- 『がくしゅう大図鑑・生き物の飼育と観察』共著（世界文化社 1992年）
- 『魚と貝ポケット図鑑―海、川、湖沼の食べられる魚介類300種』（主婦の友社 1992年）
- 『熱帯魚と水草―初心者のための上手な飼い方、育て方』（主婦の友社 1997年）
- 『机の上で飼える小さな生き物』（草思社 1999年）
  - 上記の加筆文庫化『生き物を飼うということ（ちくま文庫）』（筑摩書房 2005年）
- 『日本の海水魚 (フィールドベスト図鑑)』（学習研究社 2000年・増補改訂版 2009年）
- 『日本チョコエッグ動物大百科』（平凡社 2000年／付録が異なる2タイプあり）
- 『インターネット活用アイデア101』全6巻（学習研究社 2001年）
- 『金魚がウチにやってきた (岩波アクティブ新書)』（岩波書店 2002年）
- 『水辺の自然・遊んで学ぼう 海の生き物 観察・採集』監/武田正倫（学習研究社 2004年）
- 『水辺の自然・遊んで学ぼう 海の生き物 実験・飼育』監/武田正倫（学習研究社 2004年）
- 『水辺の自然・遊んで学ぼう 川の生き物 探検・観察』監/武田正倫（学習研究社 2004年）
- 『水辺の自然・遊んで学ぼう 川の生き物 採集・飼育』監/武田正倫（学習研究社 2004年）
- 『学校で飼う身近な生き物 - 飼い方観察完全ガイド 身近な生き物』（学習研究社 2007年、ISBN 978-4-05-810823-9）[3]
- 『学校で飼う身近な生き物 - 飼い方観察完全ガイド こん虫』（学習研究社 2007年）
- 『学校で飼う身近な生き物 - 飼い方観察完全ガイド 水生こん虫』（学習研究社 2007年）
- 『学校で飼う身近な生き物 - 飼い方観察完全ガイド 水辺の生き物-1』（学習研究社 2007年）
- 『学校で飼う身近な生き物 - 飼い方観察完全ガイド 水辺の生き物-2』（学習研究社 2007年）
- 『学校で飼う身近な生き物 - 飼い方観察完全ガイド 小鳥・は虫類』（学習研究社 2007年）
- 『学校で飼う身近な生き物 - 飼い方観察完全ガイド 小動物』（学習研究社 2007年）
- 『学校で飼う身近な生き物 - 飼い方観察完全ガイド 学校で作るビオトープ』（学習研究社 2007年）

監修
- 『日本の淡水魚 (フィールドベスト図鑑)』（学習研究社 2000年・増補改訂版 2009年）
- 『まるごと日本の生きもの 学研もちあるき図鑑』（学習研究社 2009年）
- 『まるごと日本の季節 学研もちあるき図鑑』（学習研究社 2011年）
- 『まるごといつもの食材 学研もちあるき図鑑』（学習研究社 2011年）
- 『まるごと近所の生き物 学研もちあるき図鑑』（学習研究社 2012年）
- 『まるごと海の生き物 学研もちあるき図鑑』（学習研究社 2013年）
- 『さがせ!かくれる生き物 (学研の図鑑LIVE―ビジュアルクイズ図鑑) 』（学習研究社 2018年）
- 『おどろき! 変身する生き物 (学研の図鑑LIVE―ビジュアルクイズ図鑑) 』（学習研究社 2018年）